# Rhynchozoon phrynoglossum
Rhynchozoon phrynoglossum är en mossdjursart som beskrevs av Ernst Marcus 1937. Rhynchozoon phrynoglossum ingår i släktet Rhynchozoon och familjen Phidoloporidae. Inga underarter finns listade i Catalogue of Life.